# Methods of Mayhem (album)
Methods of Mayhem to debiutancki album zespołu Methods of Mayhem.

## Lista utworów
1. "Who The Hell Cares" (gośc. Snoop Dogg) – 3:31
2. "Hypocritical" – 3:55
3. "Anger Management" – 3:13
4. "Get Naked" (gośc. Fred Durst, Lil' Kim, Mix Master Mike & George Clinton) – 3:21
5. "New Skin" (gośc. Kid Rock) – 4:33
6. "Proposition Fuck You" – 3:12
7. "Crash" – 3:21
8. "Metamorphosis" – 4:40
9. "Narcotic" – 3:19
10. "Mr. Onsomeothershits" (gośc. U-God) – 0:38
11. "Spun" – 2:30